# Upgant-Schott
Upgant-Schott is een gemeente in de Duitse deelstaat Nedersaksen. De gemeente ligt in de regio Oost-Friesland en is bestuurlijk onderdeel van de Samtgemeinde Brookmerland, behorend bij de Landkreis Aurich. Upgant-Schott telt 3.832 inwoners.

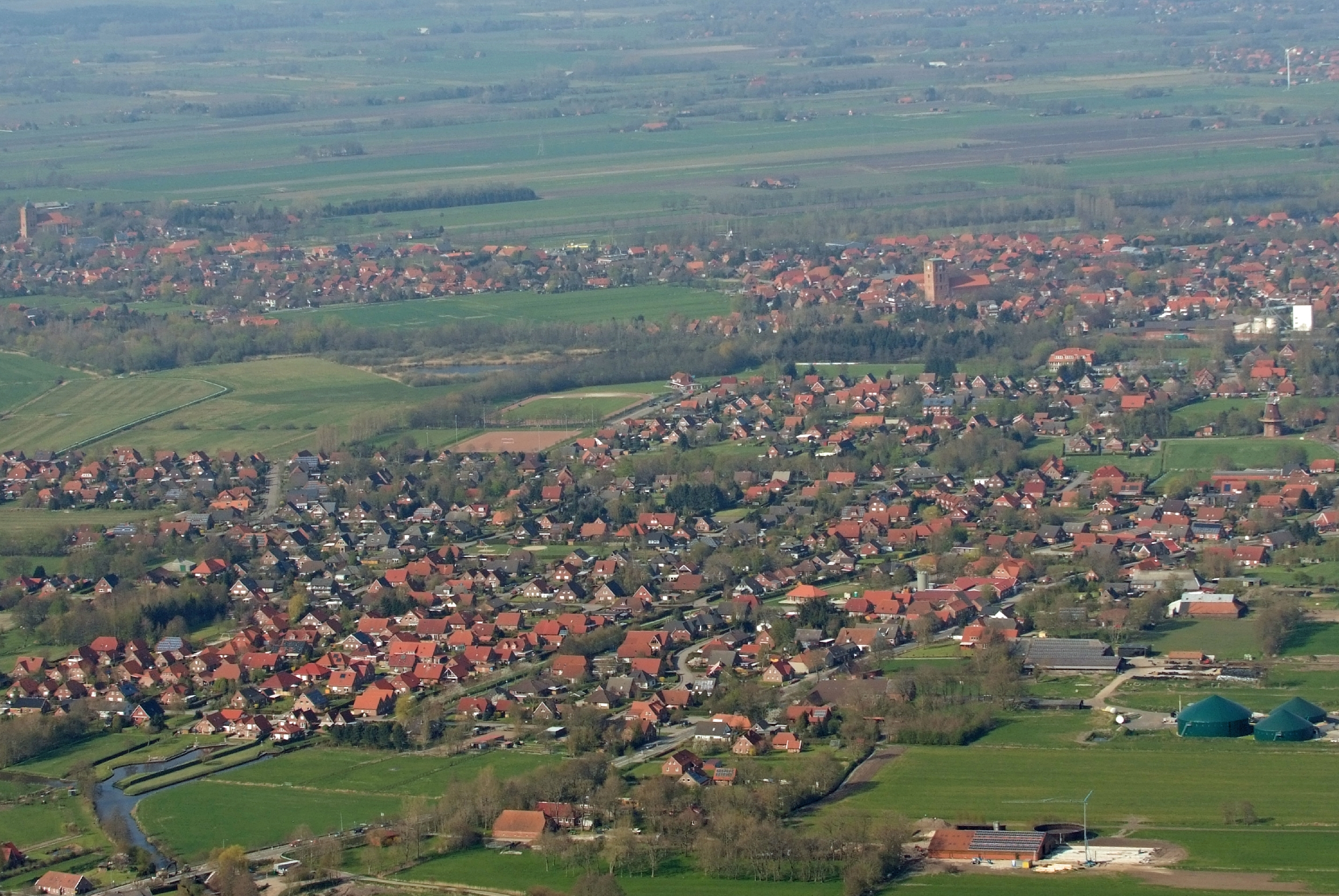
Luchtfoto uit 2013: op de voorgrond Upgant-Schott; op de achtergrond rechts Marienhafe met de markante toren; links op de achtergrond Osteel

Naast de hoofdplaats Upgant-Schott behoren ook de Ortsteile Mühlenloog, Ihlingswarf, Osterupgant, Kolhörn en het meer zuidelijk gelegen dorpje Siegelsum tot de gemeente.

## Monumentale gebouwen

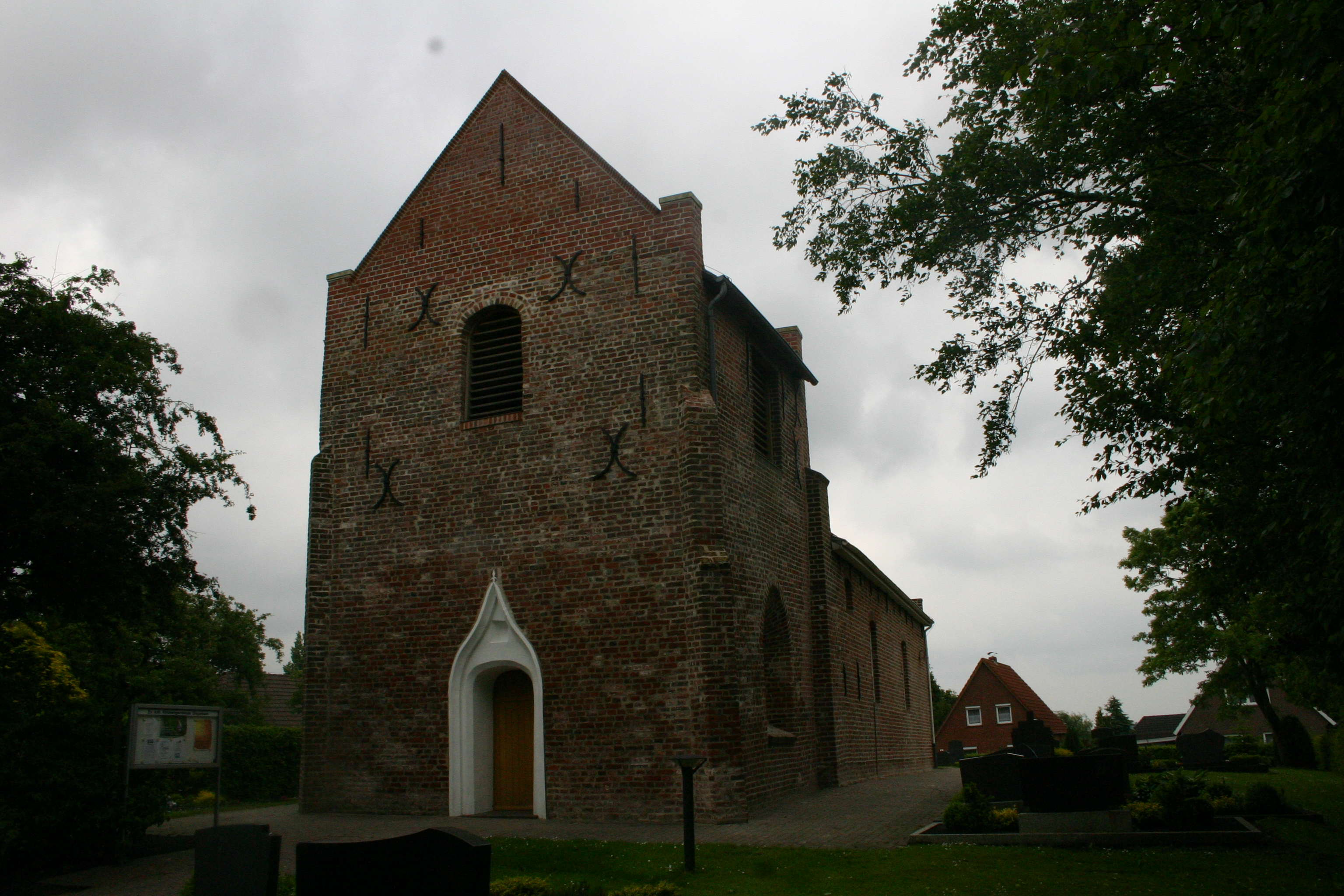
Kerkje van Siegelsum
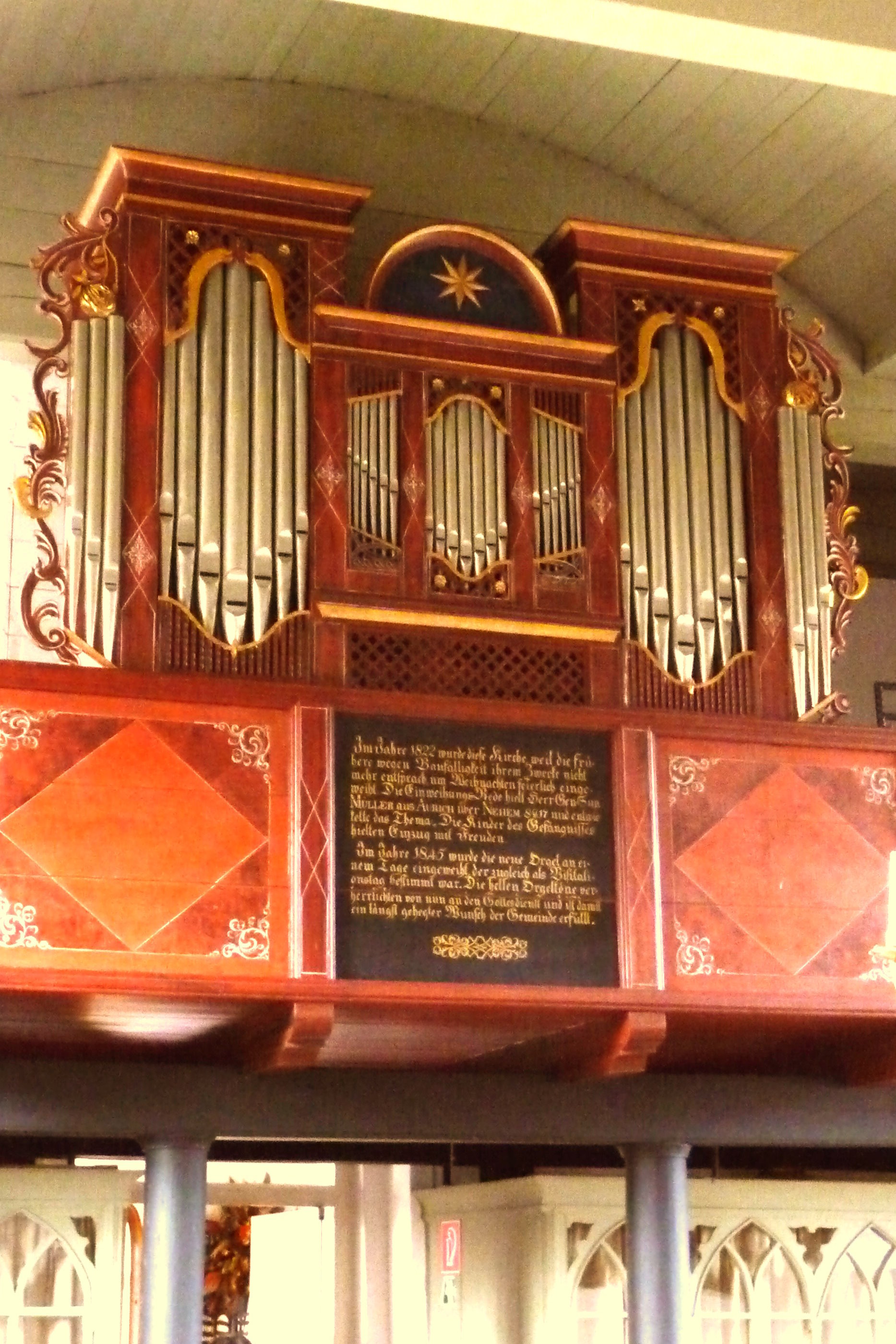
Orgel in deze kerk
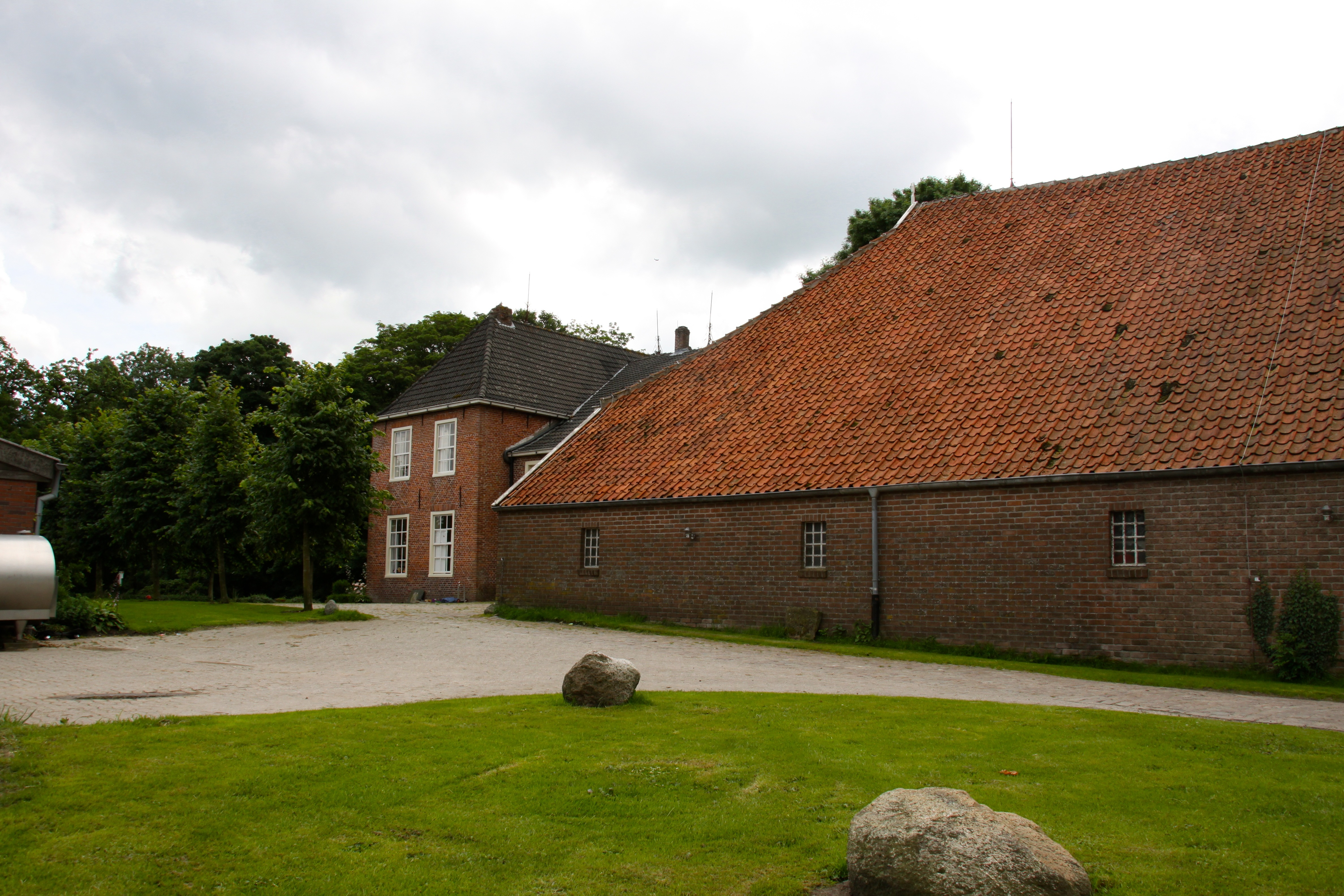
Ulferts Börg

- De kerk van Siegelsum (1822), ten dele gebouwd van de bakstenen van een eerder, wegens bouwvalligheid gesloopt kerkgebouw,  met daarin een orgel van de hand van Arnold Rohlfs (1845) en een uit een eerder kerkgebouw afkomstige 17e-eeuwse kansel
- Ulferts Börg, ten zuidoosten van het dorp, voormalig steenhuis uit omstreeks 1400 met aangebouwd boerderijgedeelte (type: Gulfhaus) van rond 1700. In gebruik als boerderij.

## Geboren in de gemeente
- Dieter Eilts (1964), voetballer en voetbaltrainer